# 下卡姆斯克
下卡姆斯克（羅馬化：Nizhnekamsk）是俄羅斯韃靼斯坦共和國東北部的一個城市，位於卡馬河南岸。该市面积为116平方千米，海拔高度112米，2017年人口为237,250人。
该市建立于1961年，1966年設市。